# 美濃田の淵

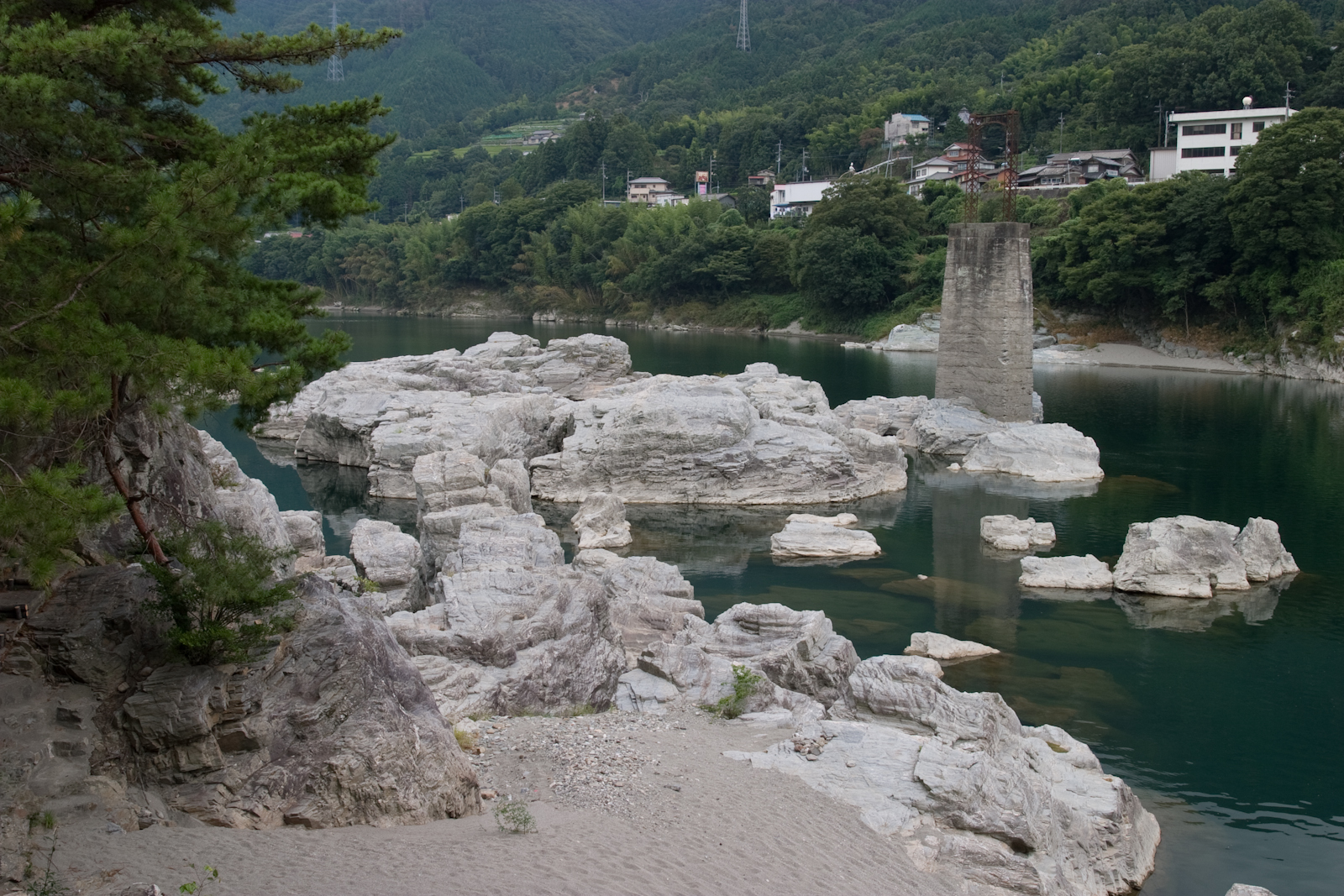

美濃田の淵（みのだのふち）は、徳島県三好郡東みよし町の吉野川中流域にある淵。景勝地。徳島県指定名勝天然記念物。四国のみずべ八十八カ所、とくしま88景、とくしま水紀行50選に選定。箸蔵県立自然公園指定。

## 地理
長さ2km、幅100mにわたる深い淵で、吉野川中流域にある。
2001年3月24日から観光用の遊覧船の運営が始まった。ガラス繊維強化プラスチック製の船で最大12人が乗船することができる。川沿いには美濃田の淵キャンプ場がある。

## 交通
- JR徳島線辻駅より徒歩30分、車で約5分。
- 徳島自動車道「吉野川スマートインターチェンジ」よりすぐ。